# Fernando Morán Calvo-Sotelo
Fernando Morán Calvo-Sotelo (Madrid, 12 de diciembre de 1955) es un diplomático español, actual embajador de España en Argelia (desde 2018)

## Biografía
Licenciado en Derecho, hijo del exministro Fernando Morán López y sobrino del expresidente del Gobierno Leopoldo Calvo-Sotelo.
Ingresó en 1981 en la carrera diplomática. Ha estado destinado en las representaciones diplomáticas españolas en Kuwait, República Dominicana y Marruecos. Ha desempeñado la segunda jefatura de las embajadas de España en Rabat, Tel-Aviv y Berna. Ha sido director del Gabinete del secretario de Estado para la Cooperación Internacional y para Iberoamérica, y embajador de España en la República Democrática del Congo. 
Fue embajador de España en la República de Senegal (2003-2008); embajador de España en Cabo Verde (2004-2007); embajador en Misión Especial para los Organismos Internacionales Africanos (2008-2011); embajador de España en Costa de Marfil (2011-2014) con concurrencia en Burkina Faso y Liberia; embajador de España en Liberia (2012-2014); y embajador de España en Argelia (desde 2018).